# エレーナ・イシンバエワ
エレーナ・イシンバエワ（ロシア語: Елена Гаджиевна Исинбаева、1982年6月3日 - ）は、ロシア・ヴォルゴグラード出身の陸上競技選手、IOC委員（2016年 - ）。
2004年アテネオリンピック、2008年北京オリンピックの女子棒高跳の金メダリスト。女子棒高跳の屋外の世界記録保持者。
棒高跳びのポールは右利き持ちだが、それ以外は全て左利き。趣味はイルカの置物を集めること。

## 人物
2005年に棒高跳で女性では不可能と言われていた5mの壁を初めて突破した選手である。世界記録保持者の“鳥人”セルゲイ・ブブカに倣い、世界記録を1cmずつ更新することで多数の世界新記録を樹立してきたことから、2005年世界選手権ではTBSによりワールドレコードアーティストというキャッチフレーズを付けられた。2013年8月現在、世界記録を28回（屋外15回、室内13回）更新している。
練習で跳べるのは最高5m11cm。しかし本人曰く「練習では試合のようなアドレナリンは出ない」。
大会では他の選手が跳んでいる間に自分で用意したマットの上に寝そべってタオルを顔にかけている姿がよく見られる。「北京オリンピックTODAY」（日本テレビ）で明石家さんまから「あのタオルの中では何をしているのか」と質問された際は「エネルギーを溜めている」と答えていた。
イルカ好きが高じてイルカグッズを集めるようになり、いつか一緒に泳ぐことも夢見ているという。本業は鉄道警備部隊の兵士で、5メートルを跳んだ後に上級中尉に特進したという。また陸上競技界屈指の美人としても有名である。既婚で、一児の母。配偶者はやり投げ選手のNikita Petinov。
少数民族のタバサラン人である。

## 経歴

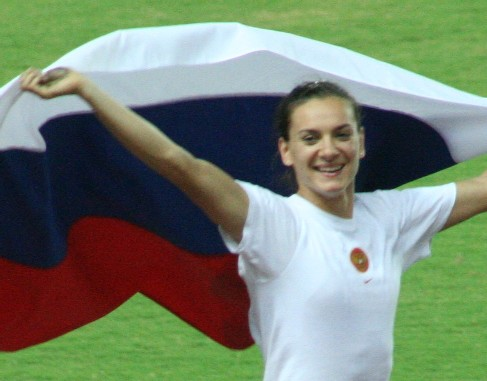
2007年世界選手権でのイシンバエワ

### 1987 - 2000
3歳から15歳までの12年間、器械体操を習っていた。しかし身長が伸びすぎてしまい、15歳の時、コーチの勧めに従って棒高跳に転向する。初めは転向を快く思っていなかった。
1998年、世界ジュニア選手権で3.90mを跳び9位。翌年の世界ユース選手権では4.10mをクリア、金メダルを獲得した。
2000年、4.20mのジュニア世界新記録をマークし、18歳でシドニーオリンピックに出場を果たすが、予選落ちに終わる。

### 2001 - 2004
2001年、ヨーロッパジュニア選手権で金メダルを、翌2002年にはヨーロッパ選手権で銀メダルをそれぞれ獲得。
2003年、イギリスで4.82mの世界新記録をマークしたイシンバエワは、世界記録保持者としてフランス・パリで開催された世界選手権に臨んだが、同じロシア出身のスベトラーナ・フェオファノワらに敗れ、3位に終わった。
2004年、アテネオリンピックに出場。前年の世界選手権で敗れたフェオファノワと壮絶な一騎討ちを演じ、一時は窮地に追い込まれるものの見事4.91mの世界新記録を樹立し、金メダルを獲得。昨年の雪辱を果たした。

### 2005 - 2008
2005年7月22日、ロンドングランプリで女性としては初めて5.00mの跳躍に成功。
フィンランド・ヘルシンキで開催された世界選手権で5.01mの跳躍に成功し、世界陸上で初の金メダルを獲得。
2006年は、自己記録の更新こそならなかったものの、ヨーロッパ選手権などで金メダルを獲得している。
2007年8月に大阪で開催された世界選手権に出場し、2大会連続で金メダルを獲得。世界陸上で通算2個目の金メダル。
2008年、北京オリンピックに出場。今季、4m92cmをマークし新星と騒がれていたアメリカのジェニファー・スタチンスキとの一騎討ちを4m85cmで決着させた。3度目の挑戦で世界新記録の5m05cmをクリアし、金メダルを獲得。

### 2009 - 2012

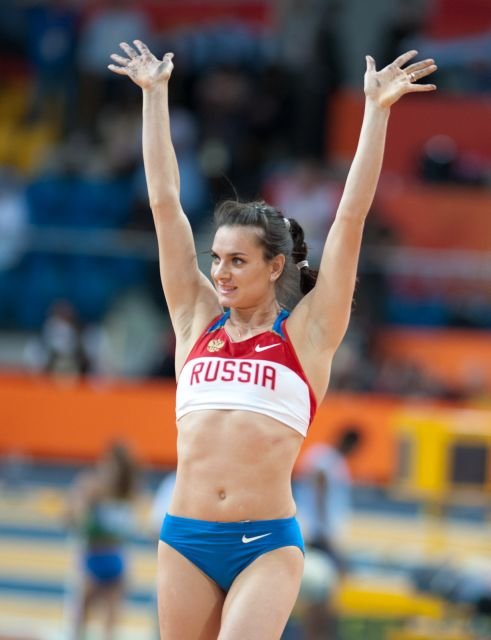
2010年ドーハ世界室内選手権にて

2009年8月の世界選手権ではまさかの記録無しに終わった。しかし直後のチューリッヒ国際では5m06cmの世界新をマークして優勝した。
2011年8月の世界選手権では4m65の記録で6位に終わっている。
2012年2月ストックホルムの室内競技会において自身の持っていた世界室内記録を1cm上回る5m01をクリアさせた。この記録は2013年3月にジェニファー・サーが5m02を跳ぶまで室内の世界記録であった。
8月のロンドン五輪では3連覇がかかっていたが、4m70の記録で3位に終わった。

### 2013 - 2015
2013年8月13日 - 世界陸上モスクワ大会の棒高跳決勝で4m89を跳び、金メダルを獲得した。世界陸上で獲得した金メダルは通算3個目。2009年のベルリン、2011年の大邱と2大会連続でメダルを逃しているので世界陸上でのメダル獲得は2007年の大阪以来3大会ぶり、世界王者は2008年北京オリンピック以来となり、母国ロシアのモスクワで開催された大会で復活を遂げた。決勝では自身の持つ世界記録5ｍ06の更新と29度目の世界記録更新を目指し5ｍ07に挑戦したが記録更新はならなかった。今大会終了後に子づくりのために18か月の休養に入り、2016年リオデジャネイロオリンピックでの復帰を目指すことを明らかにした。

### 2016 -
出産後のブランクが心配されたが、6月20日にロシア選考会で4m50cmをクリアして基準は満たした。笑顔で取材に応じたものの、「五輪旗では参加しない」と改めてロシア国籍で出場することを強調。これを受けIOCトーマス・バッハ会長は、「ドーピングチェックで陰性のロシア選手は ロシア旗で良い」とコメントしており、イシンバエワが五輪に参加する可能性が出てきた。しかし、原則としてはロシア陸上選手団が出場が認められなくなった裁定を受けて、「偽の金メダルでも取ればよい」とインスタグラムに投稿した。その後、正式にリオ五輪出場を断念した。引退後はIOCの選手委員として任命されている。

## 主な業績
| 年   | 大会                           | 場所                         | 結果     | 記録   | その他         |
| ---- | ------------------------------ | ---------------------------- | -------- | ------ | -------------- |
| 1998 | 世界ジュニア選手権             | アヌシー, フランス           | 9位      | 3.90 m |                |
| 1999 | 世界ユース選手権               | ブィドゴシュチュ, ポーランド | 金       | 4.10 m |                |
| 2000 | ヨーロッパ室内選手権           | ヘント, ベルギー             | 7位      | 4.05 m |                |
| 2000 | 世界ジュニア選手権             | サンティアゴ, チリ           | 金       | 4.20 m | ジュニア世界新 |
| 2001 | 世界室内選手権                 | リスボン, ポルトガル         | 7位      | 4.25 m |                |
| 2001 | ヨーロッパジュニア選手権       | グロッセート, イタリア       | 金       | 4.40m  |                |
| 2002 | ヨーロッパ選手権               | ミュンヘン, ドイツ           | 銀       | 4.55m  |                |
| 2003 | 世界室内選手権                 | バーミンガム, イギリス       | 銀       | 4.60 m |                |
| 2003 | 世界選手権                     | パリ, フランス               | 銅       | 4.65m  |                |
| 2003 | ワールドアスレチックファイナル | モンテカルロ, モナコ         | 5位      | 4.40m  |                |
| 2004 | 世界室内選手権                 | ブダペスト, ハンガリー       | 金       | 4.86 m | 室内世界新     |
| 2004 | オリンピック                   | アテネ, ギリシャ             | 金       | 4.91 m | 世界新         |
| 2004 | ワールドアスレチックファイナル | モンテカルロ, モナコ         | 金       | 4.83 m |                |
| 2005 | ヨーロッパ室内選手権           | マドリッド, スペイン         | 金       | 4.90 m | 室内世界新     |
| 2005 | 世界選手権                     | ヘルシンキ, フィンランド     | 金       | 5.01 m | 世界新         |
| 2005 | ワールドアスレチックファイナル | モンテカルロ, モナコ         | 金       | 4.74 m |                |
| 2006 | 世界室内選手権                 | モスクワ, ロシア             | 金       | 4.80 m |                |
| 2006 | ヨーロッパ選手権               | イェーテボリ, スウェーデン   | 金       | 4.80 m |                |
| 2006 | ワールドアスレチックファイナル | シュトゥットガルト, ドイツ   | 金       | 4.75 m |                |
| 2006 | ワールドカップ                 | アテネ, ギリシャ             | 金       | 4.60 m |                |
| 2007 | 世界選手権                     | 大阪, 日本                   | 金       | 4.80 m |                |
| 2007 | ワールドアスレチックファイナル | シュトゥットガルト, ドイツ   | 金       | 4.87 m |                |
| 2008 | 世界室内選手権                 | バレンシア, スペイン         | 金       | 4.75 m |                |
| 2008 | オリンピック                   | 北京, 中国                   | 金       | 5.05 m | 世界新         |
| 2009 | 世界選手権                     | ベルリン, ドイツ             | 記録なし |        |                |
| 2009 | チューリッヒ国際               | チューリッヒ, スイス         | 金       | 5.06 m | 世界新         |
| 2009 | ワールドアスレチックファイナル | テッサロニキ, ギリシャ       | 金       | 4.80 m |                |
| 2010 | 世界室内選手権                 | ドーハ, カタール             | 4位      | 4.60 m |                |
| 2011 | 世界選手権                     | 大邱, 韓国                   | 6位      | 4.65 m |                |
| 2012 | 世界室内選手権                 | イスタンブール, トルコ       | 金       | 4.80 m |                |
| 2012 | オリンピック                   | ロンドン, イギリス           | 銅       | 4.70 m |                |
| 2013 | 世界選手権                     | モスクワ, ロシア             | 金       | 4.89 m |                |

## 世界記録

### ユース
| 記録   | 場所                         | 記録日         |
| ------ | ---------------------------- | -------------- |
| 4.10 m | ブィドゴシュチュ, ポーランド | 1999年 7月18日 |

### ジュニア
| 記録   | 場所                 | 記録日          |
| ------ | -------------------- | --------------- |
| 4.20 m | サンティアゴ, チリ   | 2000年10月8日   |
| 4.46 m | ベルリン, ドイツ     | 2001年8月2日    |
| 4.47 m | ブダペストハンガリー | 2001年, 2月10日 |

### 世界新（屋外）
| 記録   | 場所                     | 記録日        |
| ------ | ------------------------ | ------------- |
| 4.82 m | ゲーツヘッド, イギリス   | 2003年7月14日 |
| 4.87 m | ゲーツヘッド, イギリス   | 2004年7月27日 |
| 4.89 m | バーミンガム, イギリス   | 2004年7月25日 |
| 4.90 m | ロンドン, イギリス       | 2004年7月30日 |
| 4.91 m | アテネ, ギリシャ         | 2004年8月24日 |
| 4.92 m | ブリュッセル, ベルギー   | 2004年9月3日  |
| 4.93 m | ローザンヌ, スイス       | 2005年7月5日  |
| 4.95 m | マドリッド, スペイン     | 2005年7月16日 |
| 4.96 m | ロンドン, イギリス       | 2005年7月22日 |
| 5.00 m | ロンドン, イギリス       | 2005年7月22日 |
| 5.01 m | ヘルシンキ, フィンランド | 2005年8月12日 |
| 5.03 m | ローマ, イタリア         | 2008年7月11日 |
| 5.04 m | モンテカルロ, モナコ     | 2008年7月29日 |
| 5.05 m | 北京, 中国               | 2008年8月18日 |
| 5.06 m | チューリッヒ, スイス     | 2009年8月28日 |

### 世界新（室内）
| 記録   | 場所                         | 記録日        |
| ------ | ---------------------------- | ------------- |
| 4.83 m | ドネツィク, ウクライナ       | 2004年2月15日 |
| 4.85 m | アテネ, ギリシャ             | 2004年2月20日 |
| 4.86 m | ブダペスト, ハンガリー       | 2004年3月6日  |
| 4.87 m | ドネツィク, ウクライナ       | 2005年2月12日 |
| 4.88 m | バーミンガム, イングランド   | 2005年2月18日 |
| 4.89 m | リエバン, フランス           | 2005年2月26日 |
| 4.90 m | マドリッド, スペイン         | 2005年3月6日  |
| 4.91 m | ドネツィク, ウクライナ       | 2006年2月12日 |
| 4.93 m | ドネツィク, ウクライナ       | 2007年2月10日 |
| 4.95 m | ドネツィク, ウクライナ       | 2008年2月16日 |
| 4.97 m | ドネツィク, ウクライナ       | 2009年2月15日 |
| 5.00 m | ドネツィク, ウクライナ       | 2009年2月15日 |
| 5.01 m | ストックホルム, スウェーデン | 2012年2月23日 |